# Karolina Ramqvist
Karolina Ramqvist (Gotemburgo, 1976) es una escritora, editora y periodista feminista sueca.

## Biografía
Nieta de Premio Nobel de Química, Theodor Svedberg, está considerada una de las escritoras más influyentes de su generación y es un referente del feminismo en Suecia. Como periodista, ha sido editora jefe de la revista Arena y colabora regularmente como columnista en el diario Dagens Nyheter.Ha publicado relatos, ensayos y novelas traducidos a varios idioma. En sus obras reflexiona sobre temas contemporáneos como la sexualidad o la soledad. Den vita staden, en español La ciudad blanca (Anagrama 2017), fue traducida a nueve lenguas, supuso su consagración internacional y fue galardonada con el prestigioso Premio P.O. Enquists pris. Entre sus obras destacan también Flickvännen (La novia, 2009) Alltings början y Fredskåren (2012) o Det är natten (2016) un ensayo sobre los diferentes roles del escritor.